# Банва
Банва (фр. Banwa) — одна з 45 провінцій Буркіна-Фасо. Знаходиться в регіоні Букле-ду-Мухун, столиця провінції — Солензо. Площа Банви — 5882 км².
Населення станом на 2006 рік — 267 934 осіб, з них 131 100 — чоловіки, а 136 834 — жінки.

## Адміністративний поділ
Банва підрозділяється на 6 департаментів.